# Maniitsoq
Maniitsoq (antigamente: Sukkertoppen) é uma cidade no município de Qeqqata, oeste da Gronelândia. Está localizada a 150 km a norte da capital Nuuk, e tem uma população de 2 547 habitantes (2024), sendo assim a 6ª cidade mais populosa da Gronelândia.

## Etimologia
Maniitsoq é um nome gronelandês, significando “a desigual“, em alusão à topografia do terreno.

## História
Achados arqueológicos indicam que essa área foi estabelecida há mais de 4000 anos. 
A cidade foi fundada pelo comerciante norueguês Anders Olsen em 1755, no sítio onde está hoje a localidade de Kangaamiut. Mais tarde, em 1782, foi deslocada pela mão do comerciante Jens Larsen Smidt para a sua posição atual, na ilha de Maniitsoq.

## Geografia

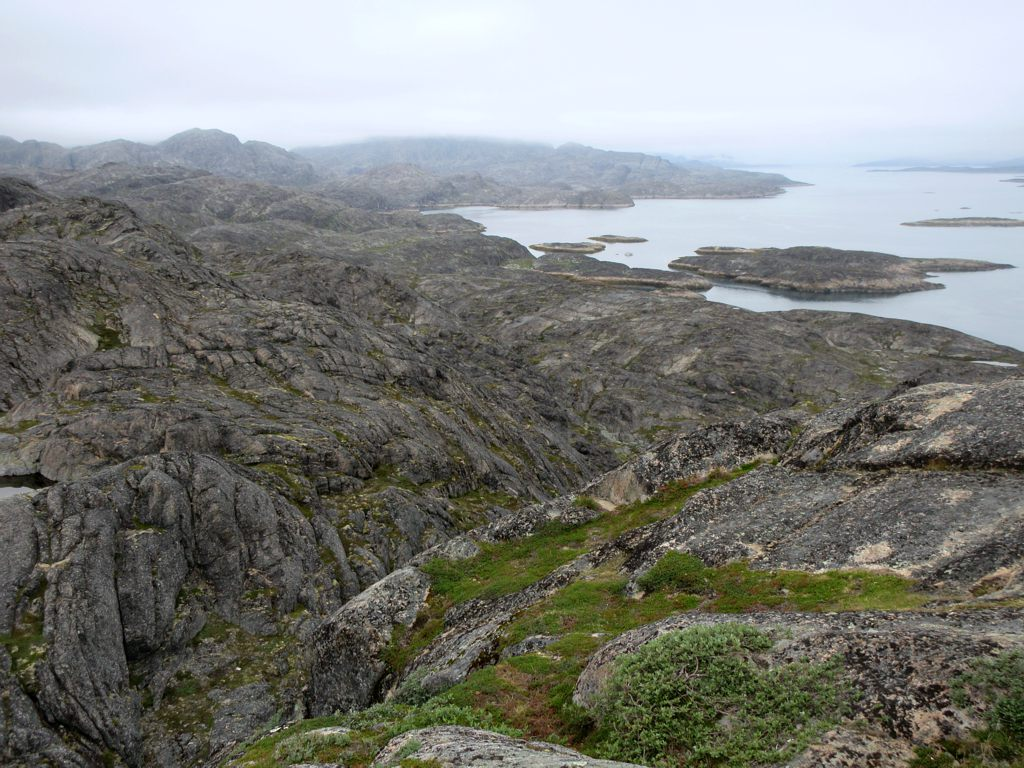
Paisagem granítica em redor de Maniitsoq.

Está localizada na ilha de Maniitsoq, no sul da costa oeste da Groenlândia, a meio caminho entre as cidade de Nuuk e Sisimiut.

## Transportes

### Áereos
O aeroporto de Maniitsoq (Maniitsoq Lufthavn) é servido pela Air Greenland, com voos para Nuuk, Kangerlussuaq e Sisimiut.

### Marítimos
Maniitsoq tem um porto de navios de passageiros e de barcos de pesca, servido pela Arctic Umiaq Line.

## População
Com 2784 habitantes, Maniitsoq experenciou um declínio na população por um longo período de tempo. A cidade perdeu 11% de sua população em relação aos níveis de 1990 e cerca de 5% em relação aos níveis de 2000. 

Os migrantes dos assentamentos menores optaram por ir para Nuuk, Sisimiut e às vezes a Dinamarca Continental, em vez de Maniitsoq. Sisimiut e Kangerlussuaq são os únicos assentamentos em Qeqqata com padrões de crescimento populacional estáveis.

## Economia

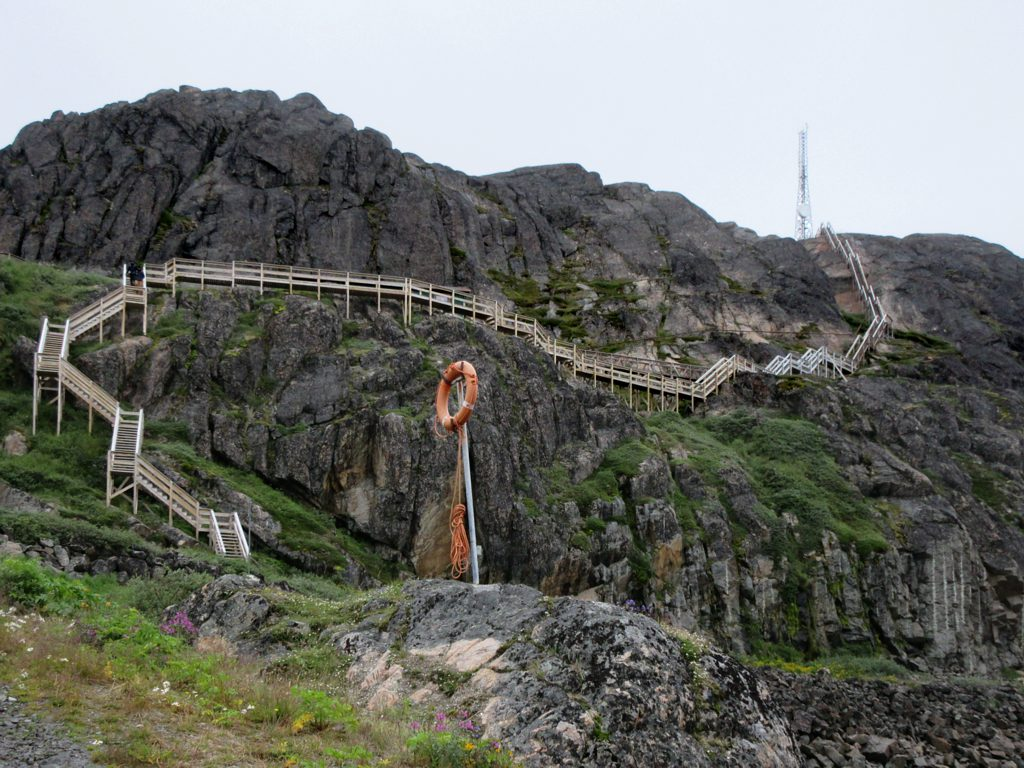
Passadiço conduzindo à torre de comunicações de Maniitsoq.

A cidade dispõe de um porto reforçado, e a sua economia tradicional está dominada pela pesca e pela caça.                                
Hoje em dia, o turismo tem igualmente um papel relevante.

## Galeria

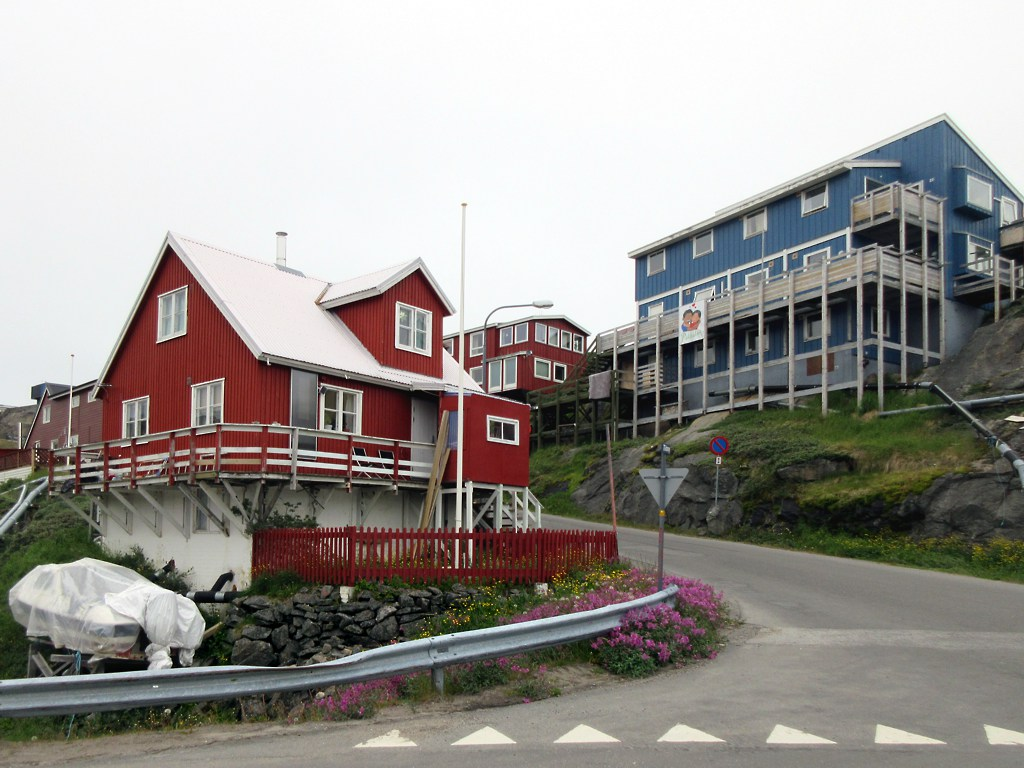
Casas nas colinas da cidade
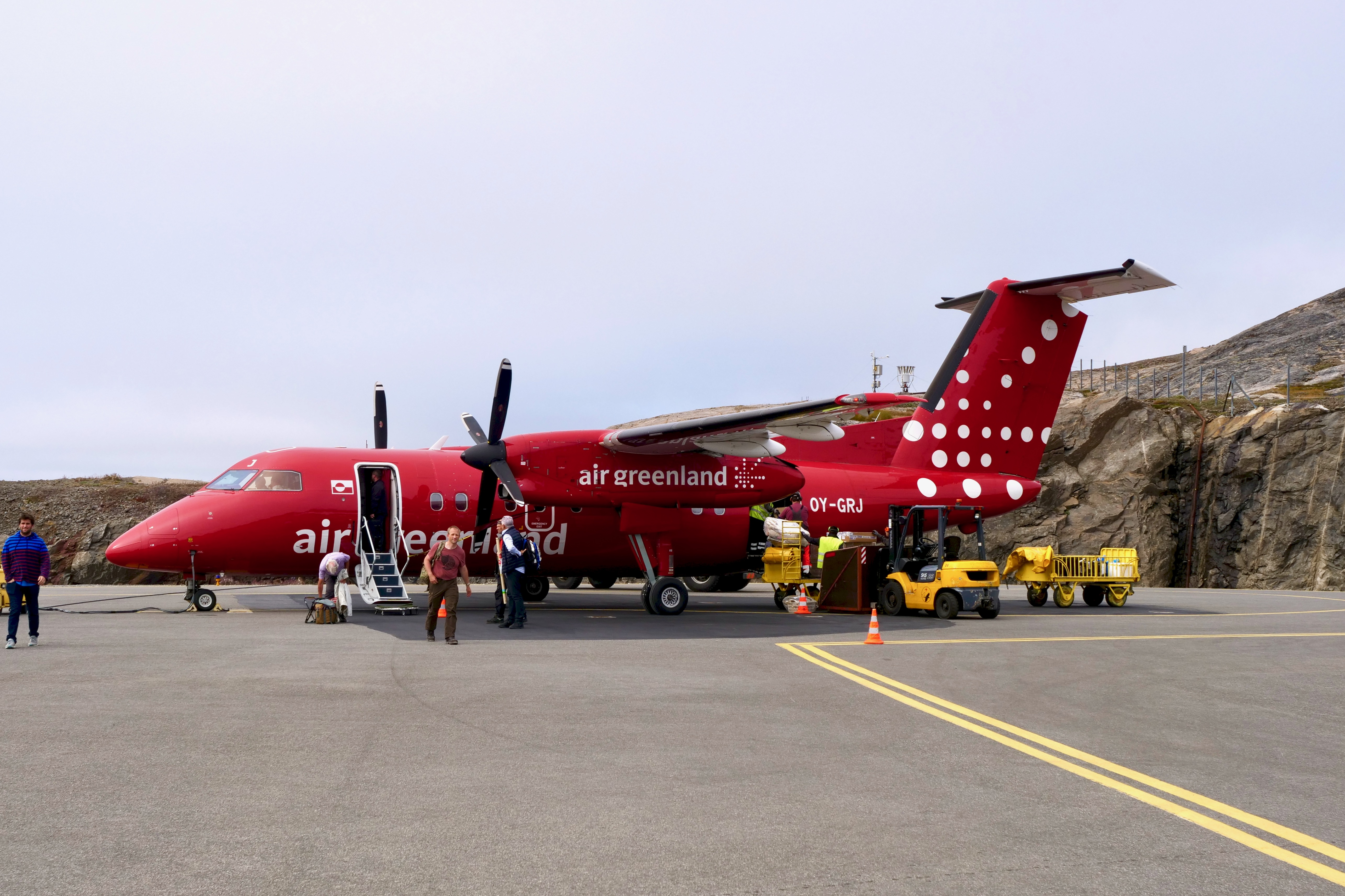
Avião no aeroporto local
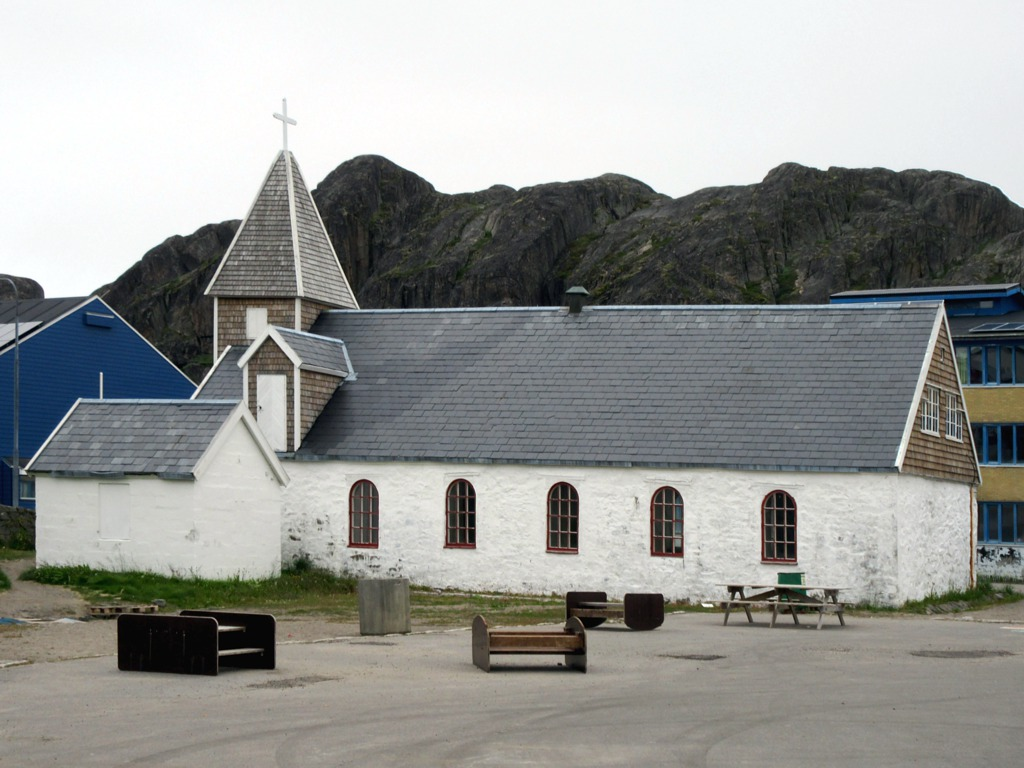
A igreja de Sukkertoppen
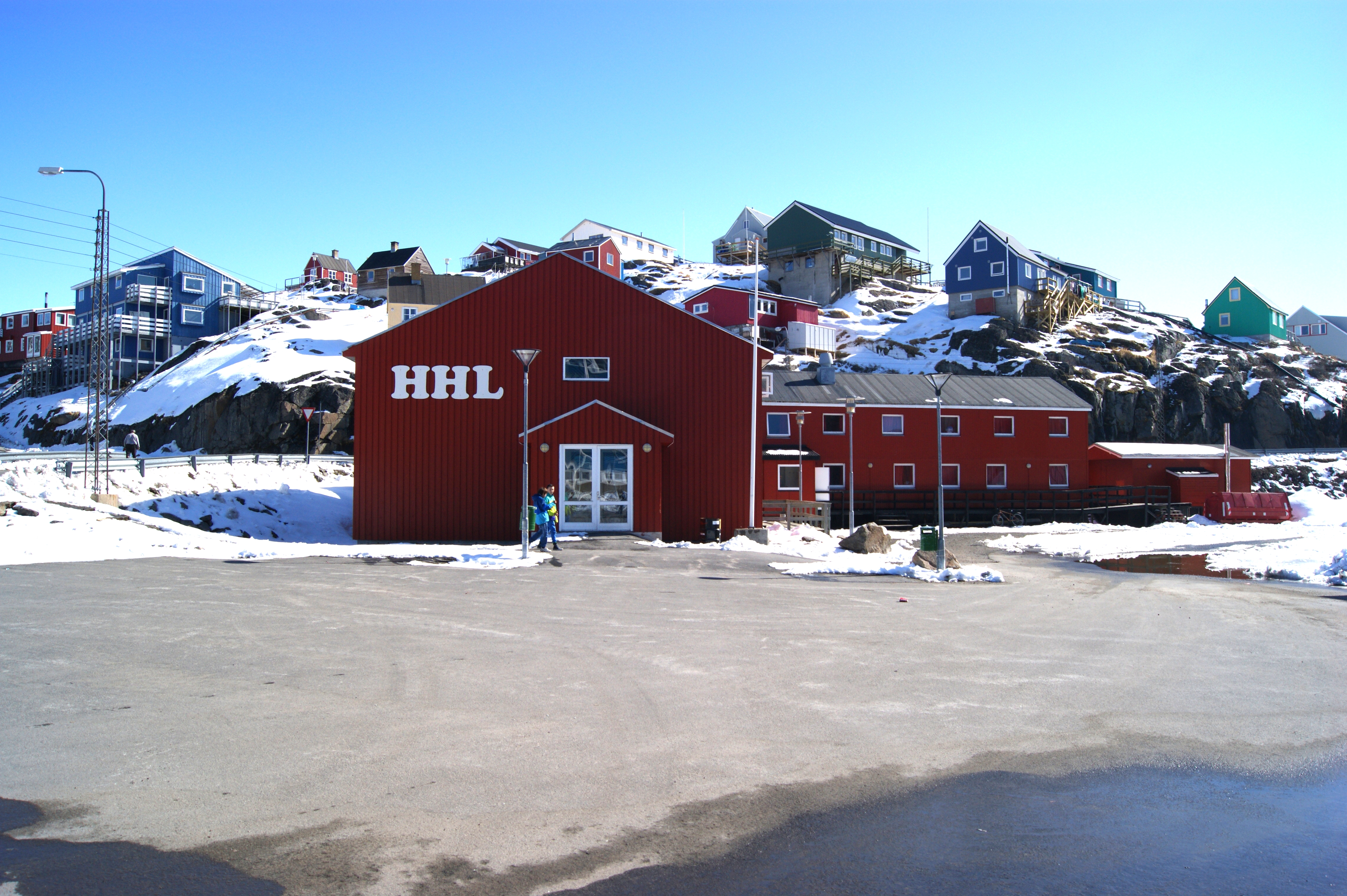
O Hotel Heilmann Lyberth